# Joachim Widlak
Joachim Johannes Hermann Widlak (* 30. März 1930 in Breslau; † 21. Oktober 2011) war ein deutscher Dirigent.
Widlak erhielt seine musikalische Ausbildung an der Musikhochschule Halle, wo er die Dirigentenklasse von Werner Gößling besuchte.
Von 1953 bis 1959 wirkte er als Dirigent in Magdeburg. Danach war er ab 1959 an den Landesbühnen Sachsen in Radebeul, zuerst als Erster Kapellmeister, von 1966 bis 1994 als Chefdirigent und musikalischer Oberleiter des Hauses. Widlak trug den Titel eines Musikdirektors.